# António Castela
António Castela, de son nom complet António Augusto Carvalho Castela est un footballeur portugais né le 25 octobre 1928 à Cascais. Il évoluait au poste de milieu.

## Biographie

### En club
António Castela évolue au Portugal durant toute sa carrière dans les clubs du CF Belenenses et de l'Académica de Coimbra,,.
Avec Belenenses, il est finaliste de la Coupe du Portugal en 1948.
Il remporte la seconde division portugaise en 1949 avec l'Académica.
Il dispute 122 matchs pour 19 buts marqués en première division portugaise durant 6 saisons,.

### En équipe nationale
International portugais, il reçoit quatre sélections en équipe du Portugal entre 1952 et 1954, pour aucun but marqué.
Son premier match est disputé le 23 novembre 1952 en amical contre l'Autriche (match nul 1-1 à Porto).
Il dispute un match amical le 14 décembre 1952 contre la Argentine (défaite 1-3 à Oeiras).
Il joue ensuite le 27 septembre 1953 dans le cadre des qualifications pour la Coupe du monde 1954 contre l'Autriche (défaite 1-9 à Vienne).
Son dernier match est disputé le 14 mars 1954 en amical contre la Belgique (match nul 0-0 à Bruxelles).

## Palmarès
Avec le CF Belenenses :
- Finaliste de la Coupe du Portugal en 1948

Avec l'Académica de Coimbra :
- Vainqueur de la seconde division portugaise en 1949